# Nenad Žugaj
Nenad Žugaj, hrvaški rokoborec, * 19. april 1983, Zagreb, SFRJ. 
Z rokoborbo se je začel ukvarjati, ko je imel 10 let. Obiskoval je športno telovadnico in po diplomi študiral na Kineziološki fakulteti ter leta 2007 postal profesor kineziologije. Istega leta se je vpisal v oficirsko šolo in postal poročnik hrvaške vojske. 
V konkurenci starejših se Nenad bori v grško-rimski kategoriji do 84 kilogramov. Njegov prvi klub je bil rokoborbeni klub "Hrvatski dragovoljac", zdaj pa je član rokoborskega kluba "Lika". Njegov najboljši dosežek doslej je bronasta medalja na svetovnem prvenstvu leta 2010 v Moskvi. Leta 2009 je v Pescari osvojil tudi zlato medaljo na sredozemskih igrah. Osvojil je tudi bronasto medaljo na evropskem prvenstvu in bron na sredozemskih igrah. 
Njegov brat Neven Žugaj je tudi grško-rimski rokoborec, ki tekmuje za Hrvaško. V polfinalu na evropskih igrah 2015 je Nenada Žugaja premagal Davit Chakvetadze iz Rusije. Na olimpijskih igrah leta 2012 je v grško-rimskih borbah nastopal v kategoriji do 84 kilogramov in osvojil 14. mesto.